# Ostřice mnoholistá
Ostřice mnoholistá (Carex leersiana, syn.: Carex polyphylla auct., Carex guestphallica, Vignea muricata subsp. leersiana), je druh jednoděložné rostliny z čeledi šáchorovité (Cyperaceae). Někdy je udávána také pod jménem tuřice mnoholistá nebo tuřice měkkoostenná mnoholistá. Druh je součástí taxonomicky složitého komplexu Carex muricata agg.

## Popis
Jedná se o rostlinu dosahující výšky nejčastěji 30–100 cm. Je vytrvalá a trsnatá s dřevnatým oddenkem. Listy jsou střídavé, přisedlé, s listovými pochvami. Lodyha je trojhranná, delší než listy. Čepele listů jsou asi 3–4 mm široké, ploché nebo uprostřed žlábkovité. Pochvy dolních listů jsou proužkované, hnědé, později až černé. Na bázi listové čepele je jazýček, který je širší než delší. Ostřice mnoholistá patří mezi stejnoklasé ostřice, všechny klásky vypadají víceméně stejně a obsahují samčí a samičí květy. V dolní části klásku jsou samičí květy, v horní samčí. Klásky jsou uspořádány do cca 3,8–8 cm dlouhého lichoklasu (klasu klásků), mošničky jsou za plodu rovnovážně rozestálé. Na bázi dolních klásků většinou jsou štětinovité listeny, které výrazně přesahují klásek. Květenství není zcela souvislé, dolní klásky jsou až o délku klásku oddáleny. Okvětí chybí. V samčích květech jsou zpravidla 3 tyčinky. Čnělky jsou většinou 2. Plodem je mošnička, která je v době zralosti tmavohnědá, vejcovitého tvaru, cca 4–5 mm dlouhá, na vrcholu pozvolna zúžená do asi 1,5–1,9 mm dlouhého zobánku. Každá mošnička je podepřená plevou. Kvete nejčastěji v květnu až v červnu. Počet chromozómů: 2n=54, 56 nebo 58.

## Rozšíření
Ostřice mnoholistá roste v Evropě. Přesné rozšíření není díky taxonomické obtížnosti skupiny jednoduché stanovit.

## Rozšíření v Česku
V ČR se vyskytuje roztroušeně až vzácně od nížin do podhůří. Roste hlavně v listnatých lesích, na pasekách a v sušších trávnících.

## Příbuzné druhy
V ČR roste ještě několik dalších druhů z taxonomicky obtížné skupiny ostřice měkkoostenné (Carex muricata agg.): ostřice klasnatá (Carex contigua s. str.), ostřice měkkoostenná (Carex muricata s. str.), ostřice Pairaova (Carex pairae), ostřice Chabertova (Carex chabertii) a ostřice přetrhovaná (Carex divulsa).